# Метастазе у јетри
Метастазе у јетри су канцерозни тумори који су се проширили на јетру из другог дела тела у коме  је рак примарно настао. Неки здравствени радници ове метастазе на јетри  називају и „секундарни рак јетре“.
Ћелије рака које се развијају у метастазама у јетри нису ћелије пореклом из ткива јетре, већ ћелије из дела тела у коме  се рак први пут, или примарно развио.
Пошто су се канцерозни тумори проширили на јетру из другог дела тела, лекар ове промене може назвати метастазе  стадијум 4, или узнапредовали облик рака.
За разлику од метастаза примарни рак јетре је ређи од метастаза у јетри, и изазван је бројним факторима ризика као што су цироза јетре или хепатитис.
Више од половине људи чији се рак проширио на јетру умире од компликација. Метастазе у јетри могу се уништити помоћу неколико различитих метода, од којих је једна дијатермијска електрокоагулација. Ова метода захтева постављање посебне електроде у или близу места тумора. Електрода се користи за пренос електричне струје високе фреквенције, која генерише високе температуре. Ово узрокује коагулацију или згрушавање протеина унутар ткива, чиме га уништава.
Релативни успех лечења зависи од локације примарног рака и од тога колико се он проширио на јетру. Тренутна истраживања баве се изучавањем начине за борбу и убијање ћелија рака, као што је хиперстимулација имунолошког одговора и ометање појединачних корака у метастатском процесу примарног тумора.

## Клиничка слика
Рану фазу метастаза у јетри не прате поуздани  било какви приметне симптоме. Међутим, како тумор у јетри напредује, јетра може набубрити. Оток може изазвати опструкцију протока крви и жучи. Када се то догоди, особа са метастазама у јетри може доживети симптоме као што су:
- губитак телесне тежине
- тамна мокраћа
- губитак апетита
- надимање трбуха
- жутица или жутило коже и очију
- мучнина и повраћање
- увећана јетра
- бол у десном рамену
- бол у горњем десном делу стомака
- збуњеност
- грозница и знојење
- умор

## Дијагноза
Ако болесник има симптоме рака јетре, здравствени радник може посумњати и на метастазе у јетри.
Након обављеног почетног прегледа и постављања неких питања (анамнезе), лекар мора да изврши тестове како би потврдио присуство рака јетре. Неки од тестова  укључују:
- ЦТ скенирање абдомена
- тестови функције јетре, који проверавају колико добро јетра ради
- ултразвук јетре
- лапароскопија, у току које лекар користи флексибилну цев за биопсију јетре
- ангиограм , при чему лекар користи боју да направи слике јетре високог контраста
- МР скенирање

- Метастазе у јетри
- Микрографија биопсије игле са језгром јетре која показује метастатски рак.
- Попречни пресек људске јетре, снимљен на обдукцији, показује вишеструке велике бледе туморске наслаге. Тумор је аденокарцином настао из примарне лезије у телу панкреаса.
- Главна места метастаза за неке уобичајене типове рака, показујући јетру као мету за многе типове рака. Примарни карциноми су означени са "...карцином" а њихова главна места метастаза су означена са "...метастаза".
- Метастазе у јетри
- Ултрасонографија карцинома колона и метастаза у јетри

## Терапија
Лечење метастаза јетре обично има за циљ ублажавање симптома и продужење животног века. У већини случајева не постоји начин да се 100% излече метастазе у јетри.
Тренутно се користи неколико опција за лечење рака који је метастазирао у јетру. У већини случајева лечење ће бити палијативно. То значи да ће се терапија користити за контролу симптома рака и продужење живота, али вероватно неће довести до потпуног излечења. Генерално, избор третмана ће зависити од:
- старост особе и општег здравље
- величина, локација и број метастатских тумора
- локација и врста примарног рака
- врсте лечења рака које је пацијент имао у прошлости

Постоје два приступи лечењу метастаза у јетри: локални и систематски, који  одређује старост и свеукупно здравствено стање пацијента).

### Локализоване терапије
Неке локалне опције лечења укључују:
- Радиофреквентну аблацију - која се заснива на примени високофреквентне електричне струје које ствара довољно топлоте да убије ћелије рака.
- Терапију зрачењем - којом лекар циља  туморско ткиво помоћу снопа зрачења или апликацијом зрачење путем инјекције.[7]
- Систематске третмани - који могу циљати рак у целом телу преко крвотока.

### Системске терапије
Системске терапије рака третирају цело тело кроз крвоток. Ове терапије укључују: хемотерапију, терапија модификатором биолошког одговора (БРМ), циљана терапија, хормонска терапија.

##### Хемотерапија
Хемотерапија је облик лечења који користи лекове за убијање ћелија рака. Циља на ћелије које брзо расту и размножавају се, укључујући неке здраве ћелије.

##### Терапија модификатором биолошког одговора (БРМ).
БРМ терапија је третман који користи антитела, факторе раста и вакцине за јачање или обнављање имунолошког система. Ово помаже  имунолошког система да се бори против рака. БРМ терапија нема уобичајене нежељене ефекте других терапија рака и, у већини случајева, добро се подноси.

##### Циљана терапија
Циљана терапија такође убија ћелије рака, али је прецизнија. За разлику од лекова за хемотерапију, код циљаних третмана прави се  разлика између рака и здраве ћелије. Ови лекови могу убити ћелије рака а оставити здраве ћелије нетакнутима.
Међутим циљане терапије имају различите нежељене ефекте за разлику од неких других третмана рака, који могу бити озбиљни, а укључују умор и дијареју.

##### Хормонска терапија
Хормонска терапија може успорити или зауставити раст одређених врста тумора који се ослањају на хормоне да расту, као што су нпр. рак дојке и простате.

##### Хируршка терапија
Хируршка ресекција метастаза у јетри са адјувантном хемотерапијом је повезана са побољшаним исходима преживљавања и смањеним морбидитетом и морталитетом. Пошто је колоректални аденокарцином најчешћи облик метастаза у јетри, велика већина литературе се фокусира на овај процес болести. Други специфични клинички сценарији добијају третман на персонализованој основи.
Хируршка ресекција остаје златни стандард за анатомски ресектабилне колоректалне метастазе у јетри. Клиничке смернице су показале да будући остатак јетре износи најмање 20% првобитне запремине у здравој јетри, 30% са благом до умереном дисфункцијом јетре и 40% са цирозом јетре.  Стратегије за побољшање шанси за ресекцију укључују неоадјувантну хемотерапију, емболизацију порталне вене за повећање будућег остатка јетре или двостепену ресекцију у односу на комбиновану једностепену ресекцију примарног тумора и лезија јетре.
Циљ хируршке интервенције треба да буде уклањање свих грубих болести са негативним микроскопским маргинама од 1 мм. Студије су показале да степен маргине ресекције није показао значајну разлику у преживљавању, све док су маргине тумора негативне.  Отворени или лапароскопски приступ хирургији је опција за ресекцију јетре. Недавна мета-анализа подржава употребу лапароскопије за сличне дугорочне исходе специфичне за рак у поређењу са отвореним процедурама уз додатну корист од мање краткорочних компликација.
Симултана ресекција за синхрони колоректални карцином и хепатичне метастазе је прихватљива када постоји повољна анатомија за делимичну ресекцију јетре. Једностепена наспрам двостепене хируршке ресекције примарног колоректалног тумора и хепатичних метастаза показали су упоредиву ефикасност. Једнофазни приступ смањује укупну дужину боравка у болници. Други аспекти, као што су морбидитет и морталитет, разликују се међу студијама. Показало се да одлагање ресекције јетре не смањује преживљавање код пацијената којима је потребна ресекција када се разматра неоадјувантна хемотерапија.

## Перспектива и очекивани животни век
Успех лечења метастаза у јетри у многоме  зависити од тога:
- где се налази примарни тумор,

- величине и броја тумора на јетри,

- претходних третмана које је особа пробала.

Очекивани животни век и изгледи за људе са метастазама на јетри су обично лоши, јер ова врста рака обично није излечив. Међутим, третмани могу помоћи у смањењу тумора, побољшању животног века и ублажавању симптома.
Стопе преживљавања од 5 година зависе од порекла рака. Остали фактори укључују пол, старост и опште здравље појединца.
Према једној студији 5-годишња стопа преживљавања за особе са метастазама у јетри које потичу од колоректалног карцинома је 11% уз лечење. Без лечења, животни век је 8 месеци.
Лекар током предвиђања очекиваног животног века узима у обзир специфичне околности појединца. У свим случајевима, стопе преживљавања су само процене. Особа може да живи много дуже или много краће од очекиваног.

## Компликације
Особа може доживети акутне симптоме који указују на то да треба одмах да потражи медицинску помоћ. Неки од ових симптома укључују :
- често повраћање или повраћање два или више пута дневно дуже од једног дана
- необичан оток на ногама или стомаку
- проблема са гутањем
- крвави избљува
- црно пражњење црева
- необјашњиви губитак тежине,

Метастазе на јетри су компликација напреднијих карцинома. Они су показатељ да се рак проширио са једног подручја на друго. Метастазе на јетри су најчешће код следећих типова рака:
- рак јајника
- карцином дојке
- канцер једњака
- канцер дебелог црева
- рак бубрега
- рак ректума
- рак плућа
- канцер ендометријума
- рак желуца.
- канцер панкреаса
- рак коже

Метастазе на јетри могу се појавити годинама након успешног лечења примарног рака. У том смислу болесник треба да иде на редовне прегледе како би се осигурало да остане без рака.
Болесник такође треба да зна за метастаза у јетри и обавести свог лекара ако доживи било који од његових симптома.

## Превенција
Спречавање метастаза у јетри није увек могућа. Метастазе у јетри настају када се рак проширио на јетру из другог дела тела. У неким случајевима, то се може догодити пре него што особа добије примарну дијагнозу рака.
У другим случајевима, може бити потребно неколико месеци или година да се рак прошири на јетру.
Лечење примарног рака може помоћи у смањењу ризика од ширења рака. Међутим, то није гаранција, јер се метастазе у јетри могу развити годинама након успешног лечења.
Људи би требало да се придржавају смерница за здрав живот како би спречили појаву рак. Нека понашања која треба избегавати укључују прекомерно пијење алкохола и пушење. Људи треба да одржавају умерену телесну тежину кроз исхрану и вежбање.
Такође, рано откривање било ког типа рака често даје најбоље шансе за успешно лечење. У том смислу превентивно свака особа треба да има редовне прегледе и да разговара са својим лекаром о свим необичним симптомима.
До недавно многи пацијент са бројним метастазама у десном или левом режњу јетре сматрани су  „изгубљеним“. Али то се у 21. веку променило јер сада постоји решења и за ове пацијенте. Данас лечење метастаза на јетри подразумева мултидисциплинаран приступ који захтева тимски рад хирурга,  онколога, радио-онколога и интервентног радиолога. Када овај тим болеснику прилази удружено, он може  да се реши  многе метастаза на јетри и да пацијенту да бољу прогнозу за бољи живот.